# Sussanna Gukassowna Madojan
Sussanna Gukassowna Madojan (russisch Сусанна Гукасовна Мадоян; * 24. Juni 1925 in Batumi; † 8. November 2023 in Moskau) war eine sowjetische bzw. russische Elektroingenieurin, Entwicklerin von Transistoren und Hochschullehrerin.

## Leben
Madojan stammte aus einer armenischen Familie in einem Dorf der Oblast Kars, wo während des Völkermords an den Armeniern ein Onkel mit anderen jungen Männern des Dorfes erstochen worden war. Nach dem Besuch des georgischen und des russischen Kindergartens kam sie 1932 in die 0. Klasse der russischen Mittelschule in Batumi, die mehrfach umorganisiert und 1943 in eine Mädchen- und eine Jungenschule aufgeteilt wurde. Ihr Abschlusszeugnis erhielt sie 1944 mit Auszeichnung.
Mit ihrem ausgezeichneten Zeugnis begann 1944 Madojan ohne Zulassungsprüfung das Studium am Moskauer Chemisch-Technnologischen Dmitri-Mendelejew-Institut in der Organik-Fakultät. Zum 6. Semester wechselte sie 1948 in die Spezialfakultät an den gerade eröffneten neuen Lehrstuhl für Elektronenröhren, an dem Elektronik-Spezialisten ausgebildet werden sollten. Sie wurde eine Spezialistin für die physikalisch-chemischen Prozesse in elektronischen Bauelementen und untersuchte in ihrer Diplomarbeit im nichtöffentlichen Forschungsinstitut Nr. 160 des Ministeriums für Verkehrsmittel in Frjasino bei Moskau in Alexander Krassilows Laboratorium Werkstoffe für erste Formen von sogenannten Kristall-Trioden, elektronische Bauelemente, welche damals noch keine genaue Bezeichnung hatten und später als allgemein als Transistoren bezeichnet wurden. Das Studium schloss sie 1949 mit Auszeichnung ab und wurde in dem Forschungsinstitut ihrer Diplomarbeit angestellt. Damit war sie die erste Transistorentwicklerin der UdSSR.
Zunächst stellte Madojan den Spitzentransistoren her. Bald musste sie sich mit der Entwicklung und Herstellung von Dioden für elektronische Analogrechner befassen. Es folgte 1952 der Beschluss, sich auf Flächentransistoren zu konzentrieren. Als 1953 auf Regierungsanordnung in Moskau das Forschungsinstitut für die Entwicklung von Halbleiterbauelementen gegründet und Madojans Laboratorium dort die Abteilung für Halbleitertransistoren wurde, leitete sie nun ein Laboratorium für Flächentransistoren. Sie entwickelte Bipolartransistoren des npn- und pnp-Typs mit geringer und mittlerer Leistung und überführte sie in die Produktion. Ihre Dissertation über Germanium-Legierung-Trioden  für Impuls-Schaltungen verteidigte sie 1960 am  Moskauer Energetischen Institut mit Erfolg für die Promotion zur Kandidatin der technischen Wissenschaften.
Madojans neuer Entwicklungsschwerpunkt wurden nun Tunneldioden für den Bau von Mikrowellengeräten, wobei Madojan nicht nur Germanium benutzte, sondern auch die neuen Halbleitermaterialien Galliumarsenid und Galliumantimonid.
Ab 1969 lehrte Madojan am Moskauer Institut für Stahl und Legierungen als Dozentin des Lehrstuhls für Halbleiter-Bauelemente. Sie verfasste einige Lehrbücher und betreute Kandidat-Aspiranten.